# Isgård
Isgård Hovedgård er en herregård, der ligger i et stærkt kuperet terræn på sydspidsen af Tved-halvøen på det sydlige Djursland, Mols, på østkysten af Aarhus Bugt. Kommunevejen løber gennem gården, hvor den store trefløjede hovedbygning, med sine hvidkalkede facader, røde tegltage og sit tårnagtige indgangsparti dominerer anlægget. Gården rummer bygninger fra de sidste godt trehundrede år, med laden fra 1771 som den ældste.
Isgård er en af fire herregårde på Mols. Per 2025 er der 246 hektar jord til Isgård, der også er indrettet med svinestalde af nyere dato, som er placeret ude af syne fra de historiske bygninger.

## Histore
Det menes, at Isgård, der i middelalderen hed Egsgaard efter nabolandsbyen Eg, har tilhørt bisp Skjalm Vognsen, der fortsatte arbejdet med opførelsen af Aarhus Domkirke, som hans forgænger Peder Vognsen havde påbegyndt. Der var direkte udsyn til Aarhus Domkirke fra Isgårds jorder hen over Aarhus Bugt. Ved reformationen i 1536 blev gården – ligesom alt andet kirkegods – konfiskeret af kongen, der otte år senere, i 1544, solgte den videre til naboen, landsdommer Anders Christiernsen Sandberg til Quelstrup, syd for Dejret.
I 1600-tallet residerede slægten Gersdorff på Isgård, og under dem fik gården en anselig størrelse. Joachim Gersdorff kunne i 1706 købe Rolsøgård, i 1719 yderligere Vosnæsgaard (i Kalø Vigs vestre hjørne, nabo til Kalø) og fra faderen arvede han i tilgift Quelstrup. Hans søn Christian Gersdorff arvede alle fire gårde. Sidst i 1700-tallet begyndte det store godskompleks at gå i opløsning.
I 1826 blev Isgård købt af den tidligere forpagter på Kalø, Christian Mortensen Leemeyer, der havde måttet forlade Kalø, da hans mor året før havde solgt godset til den hamburgske storkøbmand og senator Martin Jenisch, hvis slægt ejede Kalø indtil 1945. Leemeyer solgte Isgaard videre til Niels Pedersen, en rigtig ”self-made” mand, der havde kæmpet sig op fra søn af en husmand og tjenestekarl på Isgård, bl.a. ved to ægteskaber med velhavende gårdmandsdøtre, til at være ejer af både Isgaard og Quelstrup.
Op gennem 1800-tallet skiftede Isgård jævnligt ejere, indtil den i 1890 blev solgt til kammerjunker Just Henrik Krieger, der var gift med baronesse Ellen Gyldenkrone. Krieger var ansvarlig for opførelsen af den nuværende hovedbygning.
Fra 2008 til 2013 var gården ejet af Jacob Ebbesen, med svineproduktion og markdrift på gården.
 Den blev overtaget af Leghøj Aps, som i 2016 solgte den til Iisgaard Gods ApS v/Ole Dammark Knudsen, der har bortforpagtet jorden, men fortsat med svineproduktion på gården.
Casper Clemmensen mener den engelske forfatter J.R.R. Tolkien fik inspiration fra Djursland da han skrev fantasy-romanerne om Ringenes Herre. Clemmensen mener Isgård har inspireret til stednavnet Isengard i bøgerne, dog uden nogle konkrete beviser. 

## Undergrunden
Undergrunden under Tved-halvøens sydlige del, Mols Hoved, består af plastisk ler. Det plastiske ler, ofte i grønlige farver, ligger flere steder blottet og synligt i de stejle klinter langs den sydlige kyst. De øvre jordlag består af moræneaflejringer. Landskabet omkring Isgård er stærkt kuperet, med højder på op mod 80 m over havet (Trehøj).
Det åbne herregårdslandskab, hvor store markenheder, små spredtliggende løvskove, levende hegn og diger, understreger landskabets konturer, opleves særlig tydeligt i området vest for Isgård. Jordbunden på hele Isgårds areal er lerblandet sandjord (lys brun) og altså ikke den allerbedste landbrugsjord. Hele arealet dyrkes bortset fra et par mindre områder med skov, et ubetydeligt lille moseområde mod nordvest (Birkemose), lidt græsningsarealer omkring gården og et par små vandhuller i haven og syd for hovedgården. Med andre ord et meget intensivt drevet storlandbrug.

## Udsigt og lystfiskeri
Når man følger kommunevejen gennem Isgårds gårdsplads videre ad Isgårdsvej op til den højeste bakketop, Trehøj, kommer man til et udsigtspunkt cirka en kilometer nordvest for Isgård i retning mod Landborup. Fra punktet er der udsigt over Aarhus Bugt med det østlige Aarhus og havnefronten, 8 kilometer fra Isgård i fugleflugtslinje hen over Aarhus Bugt.
Ad de i begyndelsen små og snørklede veje rundt om Aarhus Bugt er der 47 kilometer til Aarhus. Fra udsigstpunktet kan man også se ned ad Jyllands østkyst syd for Aarhus. I retning mod øst er der udsigt til Begtrup Vig, halvøen Helgenæs, og Ebeltoft Vig i på det sydlige Djursland.
Til Isgård hører 3 kilometer kystlinje.. På forskellige lystfiskehjemmeside angives området som godt fiskevand. Det er dog en udfordring at komme hertil i bil. Ved Hundshoved øst for Isgård er der en offentlig skovvej der går over i en offentlig gangsti ned til havet. Vejen starter 800 meter før Isgård. Herfra kan man følge kysten for at gå eller fiske rundt om Mols Hoved i retning mod Skødshoved Strand, der er et sommerhusområde, hvorfra der ligeledes er adgang til kysten rundt om Isgård med start fra nordvest. En tur langs en øde kyst med høje og stejle kystskrænter på cirka 7 kilometer.
Et område på 623 ha omkring herregården Isgård og Mols Hoved blev fredet i 1982 for at  sikre de landskabelige værdier, at tilgodese de botaniske værdier samt at give offentligheden adgang 